# Miguel Ángel Fernández Ordóñez
Miguel Ángel Fernández Ordóñez  (Madrid; 3 de abril de 1945) es un economista y funcionario español, que ha formado parte de diversos gobiernos socialistas. Fue gobernador del Banco de España entre 2006 y 2012.

## Biografía
Hermano menor del político español Francisco Fernández Ordóñez, está casado con Inés Alberdi (actual Directora Ejecutiva del Fondo de las Naciones Unidas para las Mujeres, UNIFEM) y tiene dos hijos. Es tío de Inés Fernández-Ordóñez. Es licenciado en Derecho y Ciencias Económicas por la Universidad Complutense de Madrid. Es funcionario de carrera, perteneciendo al Cuerpo de Técnicos Comerciales y Economistas del Estado. Se lo considera encuadrado en el ala más liberal del socialismo.
Durante la Transición, militó en Convergencia Socialista Madrileña (uno de los partidos que componían la Federación de Partidos Socialistas). Ya durante los primeros gobiernos de Felipe González fue secretario de Estado de Economía y secretario de Estado de Comercio. Posteriormente, fue director Ejecutivo del Fondo Monetario Internacional, para más tarde ocupar algunos cargos en empresas públicas. En 1992 fue nombrado presidente del recién creado Tribunal de Defensa de la Competencia. Allí impulsó políticas liberalizadoras como libertad de horarios comerciales y la de los colegios profesionales.
Entre 1995 y 1999 pasó a ocupar el puesto de presidente de la Comisión del Sistema Eléctrico Nacional (antecedente de la actual Comisión Nacional de Energía), donde actuó en contra de los privilegios de las compañías eléctricas, oponiéndose a la percepción por parte de estas de los denominados Costes de Transición a la Competencia (CTC), los cuales, aunque fueron finalmente cobrados por las eléctricas, fueron recortados casi a la mitad. Posteriormente fue asesor del Grupo Prisa (editor del diario El País, en donde fue columnista de la sección de economía) y director del programa económico Hora 25 de los Negocios en la cadena SER.
Desde 2004 era secretario de Estado de Hacienda y Presupuestos en el gobierno de José Luis Rodríguez Zapatero, a las órdenes del ministro de Economía, Pedro Solbes.
El 7 de marzo de 2006 cesó como secretario de estado para ser propuesto como consejero y miembro de la comisión ejecutiva del Banco de España. Esta designación es el paso anterior a su designación como gobernador en sustitución de Jaime Caruana, cuyo mandato terminó en julio de 2006. El Partido Popular (principal partido de la oposición) se mostró en contra de tal designación «por su alto perfil político».
Como gobernador del Banco de España forma parte del Consejo de Supervisores Bancarios de Basilea, organismo que puso en marcha las normativas de supervisión, control y funcionamiento del sistema financiero europeo, a través de los conocidos como acuerdos Basilea.
Durante su mandato tuvo lugar la mayor crisis financiera de las últimas décadas en España, que agravó los efectos de la crisis económica financiera internacional. El sistema financiero español se vio afectado de forma especial debido a la concentración de riesgos de bancos, pero especialmente de las cajas, en el sector inmobiliario.
El día 29 de mayo del 2012 durante una entrevista mantenida con el presidente del gobierno Mariano Rajoy Fernández Ordóñez, le comunica su decisión de adelantar un mes su cese al frente Banco de España. Según el diario El País la decisión estuvo motivada por la negativa del gobierno a que compareciera ante Congreso de los Diputados para explicar su actuación en la crisis de Bankia. Al día siguiente en una comparecencia ante el Senado, programada desde hacía semanas, no respondió a las preguntas de los senadores sobre la crisis de Bankia alegando el silencio que le había impuesto el gobierno."Ha habido una campaña de desprestigio enorme. A mí me gustaría dar nuestra versión para que el ciudadano juzgue, pero si el Gobierno no lo quiere, que es el que está llevando la gestión de la crisis en este momento, sería una irresponsabilidad enorme no hacer lo que pide el Ejecutivo", afirmó.
El 7 de junio de 2012 el gobierno de Mariano Rajoy dio a conocer el nombre de su sustituto: Luis María Linde.
Fernández Ordóñez cobró 348.751 euros de indemnización tras abandonar el Banco de España.
En enero de 2016 publica su libro Economistas, políticos y otros animales donde hace balance de su gestión como gobernador que califica de razonable, y critica al Ministro de Economía, Luis de Guindos y al Partido Popular por su gestión de la crisis y la reestructuración del sistema financiero español. También critica que en la primera legislatura de Zapatero se alimentó más la burbuja inmobiliaria y no se aprobaron reformas ni se abarató el despido.

## Críticas
El 7 de abril de 2011, tres meses antes de la salida a bolsa de Bankia, el coordinador de la inspección del Banco de España, José Antonio Casaus, mediante un correo interno, duda de la viabilidad del plan de segregación y salida a Bolsa del Grupo Bankia y el coste para el contribuyente. Casaus advertía de los «graves y crecientes problemas de rentabilidad, liquidez y solvencia» de la entidad financiera. Tras reformular sus cuentas en mayo de 2012, Bankia reveló un agujero de casi 3000 millones de euros en 2011. Todo ello, pese a que antes de su nacionalización asegurara que había logrado un beneficio de poco más de 300 millones de euros, lo que le permitió captar 3100 millones de euros en la OPV (1850 millones entre particulares y 1250 millones entre los institucionales).
El 13 de febrero de 2017 fue imputado, junto con otras siete personas más, por la Audiencia Nacional por su participación en la salida a bolsa de Bankia.